# Brook Highland (Alabama)
Brook Highland es un lugar designado por el censo ubicado en el condado de Shelby en el estado estadounidense de Alabama. En el año 2010 tenía una población de 6746 habitantes.

## Geografía
Brook Highland se encuentra ubicado en las coordenadas 33°25′48″N 86°41′6″O / 33.43000, -86.68500.